# Пе-ди-Серра
Пе-ди-Серра (порт. Pé de Serra)  —  муниципалитет в Бразилии, входит в штат Баия. Составная часть мезорегиона Северо-восток штата Баия. Входит в экономико-статистический  микрорегион Серринья. Население составляет 14 165 человек на 2007 год. Занимает площадь 558,438 км². Плотность населения — 25,4 чел./км².
Праздник города — 20 марта.

## История
Город основан 20 марта 1985 года. 

## Статистика
- Валовой внутренний продукт на 2004 год составляет 24 290,00 реалов (данные: Бразильский институт географии и статистики).
- Валовой внутренний продукт на душу населения на 2004 год составляет 2071,00 реалов (данные: Бразильский институт географии и статистики).
- Индекс развития человеческого потенциала на 2000 год составляет 0,630 (данные: Программа развития ООН).

## Галерея

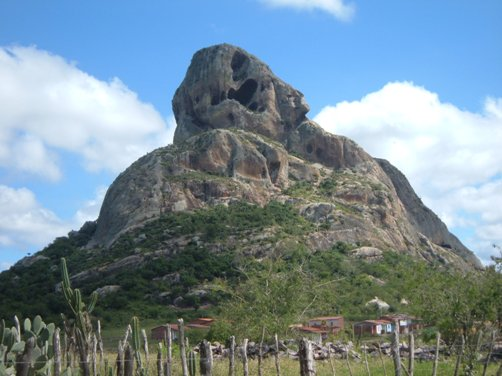

## География
Климат местности: полупустыня.